# Midnight Sun (EP)
Midnight Sun은 대한민국의 보이 밴드 비스트의 5번째 미니 음반이다.

## 트랙리스트

### 한국어 버전
1. Midnight (별 헤는 밤)
2. 아름다운 밤이야
3. 내가 아니야
4. 니가 보고 싶어지면
5. 니가 쉬는 날
6. Dream Girl

### 일본어 버전
1. Midnight (星を数える夜)
2. 美しい夜だ
3. 僕じゃない
4. 君に逢いたくなったら
5. 君が休みの日
6. Dream Girl
7. わかってた